# Plosojenar (Jakenan)
Plosojenar is een bestuurslaag in het regentschap Pati van de provincie Midden-Java, Indonesië. Plosojenar telt 1379 inwoners (volkstelling 2010).